# Bastar

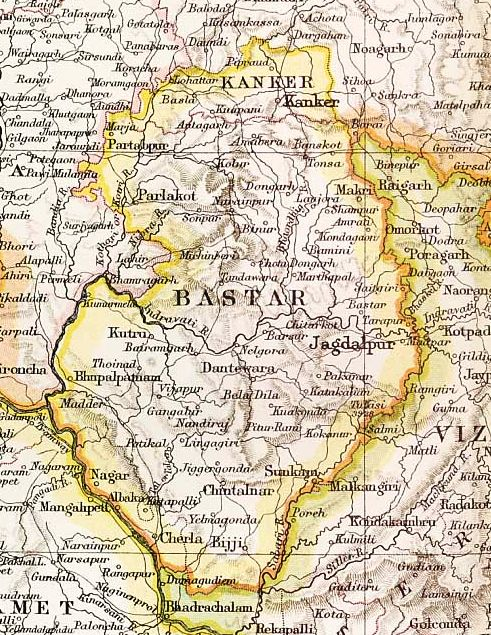
Stato di Bastar rappresentato nel dizionario geografico The Imperial Gazetteer of India

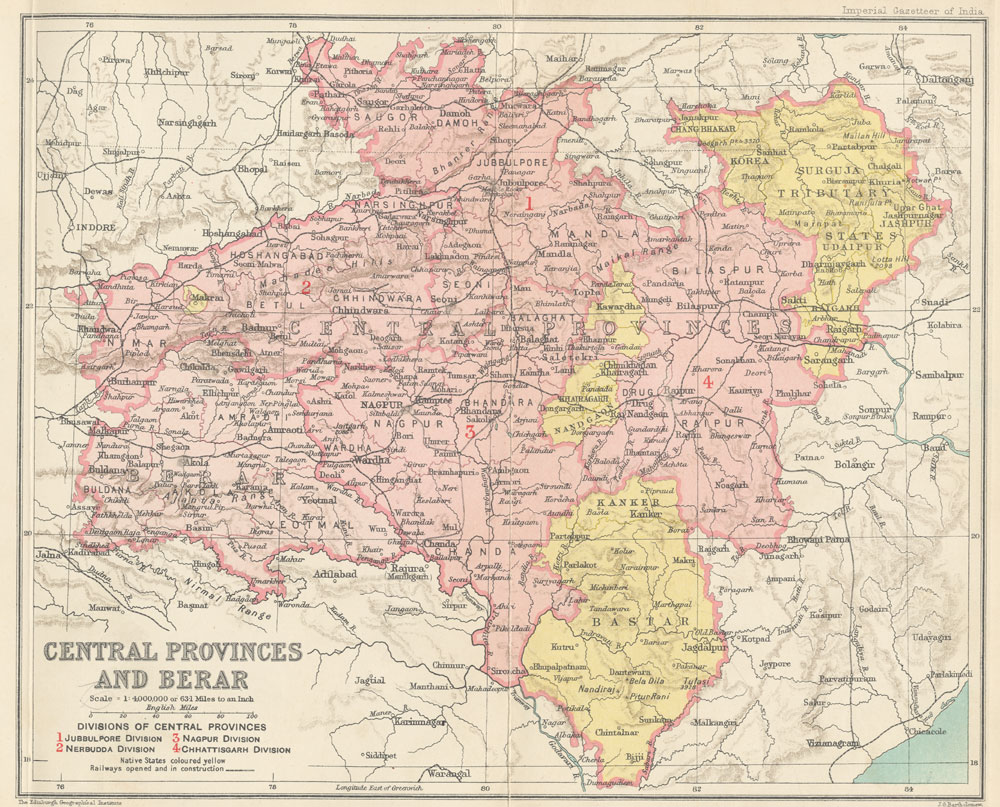
Lo stato di Bastar durante l'Impero anglo-indiano

Bastar era uno stato principesco in India durante l'Impero anglo-indiano. Fu fondato all'inizio del XIV secolo, si suppone da un fratello dell'ultimo regnante della dinastia Kakatiya, Prataparudra II.
Oggi ci si riferisce alla stessa regione chiamandola Distretto di Bastar, nello stato di Chhattisgarh.
All'inizio del XIX secolo lo stato fece parte delle Province Centrali e Berar sotto l'Impero anglo-indiano, e dal 1º gennaio 1948 all'Unione indiana, per far parte del Madhya Pradesh nel 1956, e solo dal 2000 di Chhattisgarh. L'attuale governatore è il Maharaja Kamal Chandra Bhanj Deo di Bastar, della dinastia Bhanj.